# بينغي مادن
بنيامين ليفي مادين، المولود باسم كومبس في 11 مارس 1979،(بالإنجليزية: Benji Madden)،هو موسيقي أمريكي معروف. يعمل كعازف الغيتار الرئيسي والمغني المساند في فرقة الروك "جود شارلوت"، التي حصد معها العديد من الجوائز. كما يشارك في مشروع البوب روك "مادن براذرز" إلى جانب شقيقه التوأم جويل مادين، الذي تعاونا معًا أيضًا كمدربين في برنامج "ذا فويس أستراليا" خلال الفترة من 2015 إلى 2016.

## وصلات خارجية
- الموقع الرسمي
- بينغي مادن على موقع IMDb (الإنجليزية)
- بينغي مادن على موقع ميوزك برينز (الإنجليزية)
- بينغي مادن على موقع إن إن دي بي (الإنجليزية)
- بينغي مادن على موقع أول ميوزيك (الإنجليزية)
- بينغي مادن على موقع ديسكوغز (الإنجليزية)
- بينغي مادن على موقع قاعدة بيانات الفيلم (الإنجليزية)